# Championnat d'Ouganda de football 2024-2025
Navigation
Edition précédente Edition suivante
La saison 2024-2025 du Championnat d'Ouganda de football est la 56e édition du championnat de première division ougandais. Les seize clubs engagés sont regroupés au sein d'une poule unique où ils s'affrontent à deux reprises, à domicile et à l'extérieur. En fin de saison, les trois derniers du classement sont relégués et remplacés par les trois meilleurs clubs de Big League, la deuxième division ougandaise.
Le Villa Sports Club est le tenant du titre.

## Déroulement de la saison
En fin de saison, Vipers Sports Club termine à la première place du championnat et remporte lors de la dernière journée son 7e titre de champion d'Ouganda.
Vipers SC représentera le pays en Ligue des champions de la CAF 2025-2026, le club remporte également la Coupe d'Ouganda 2025, le vice-champion se qualifie pour la Coupe de la confédération 2025-2026.

## Compétition

### Classement
Le classement est établi sur le barème de points classique (victoire à 3 points, match nul à 1, défaite à 0). Pour départager les égalités, on tient d'abord compte de la différence de buts générale, puis du nombre de buts marqués, puis des confrontations directes.
| Rang | Équipe                        | Pts | J  | G  | N  | P  | Bp | Bc | Diff |
| ---- | ----------------------------- | --- | -- | -- | -- | -- | -- | -- | ---- |
| 1    | Vipers SC C                   | 69  | 30 | 21 | 6  | 3  | 49 | 15 | +34  |
| 2    | NEC FC                        | 67  | 30 | 20 | 7  | 3  | 44 | 19 | +25  |
| 3    | Bul FC                        | 59  | 30 | 16 | 11 | 3  | 37 | 18 | +19  |
| 4    | Uganda Revenue Authority SC   | 52  | 30 | 16 | 4  | 10 | 30 | 27 | +3   |
| 5    | Kampala City Council          | 50  | 30 | 14 | 8  | 8  | 47 | 24 | +23  |
| 6    | Villa Sports Club T           | 45  | 30 | 12 | 9  | 9  | 44 | 30 | +14  |
| 7    | Kitara FC                     | 44  | 30 | 12 | 8  | 10 | 45 | 20 | +25  |
| 8    | Maroons FC                    | 43  | 30 | 12 | 7  | 11 | 28 | 32 | -4   |
| 9    | Uganda Peoples Defence Forces | 39  | 30 | 10 | 9  | 11 | 28 | 33 | -5   |
| 10   | Express Football Club         | 39  | 30 | 11 | 6  | 13 | 30 | 45 | -15  |
| 11   | Police FC P                   | 36  | 30 | 8  | 12 | 10 | 27 | 28 | -1   |
| 12   | Mbarara City                  | 32  | 30 | 8  | 8  | 14 | 21 | 31 | -10  |
| 13   | Lugazi FC P                   | 31  | 30 | 7  | 10 | 13 | 19 | 33 | -14  |
| 14   | Bright Stars FC               | 20  | 30 | 4  | 8  | 18 | 23 | 47 | -24  |
| 15   | Wakiso Giants FC              | 20  | 30 | 3  | 11 | 16 | 17 | 47 | -30  |
| 16   | Mbale Heroes FC P             | 10  | 30 | 2  | 4  | 24 | 13 | 69 | -56  |

|  | Qualification pour la Ligue des champions de la CAF 2025-2026                        |
|  | Qualification pour la Coupe de la confédération 2025-2026                            |
|  | Relégation directe en Big League                                                     |
|  | T : Tenant du titre C : Vainqueur de la Coupe d'Ouganda 2025 P : Promu de Big League |

## Bilan de la saison
| Championnat d'Ouganda de football 2024-2025                        |                       |
| Champion                                                           | Vipers SC (7e titre)  |
| Coupes et trophées                                                 |                       |
| Vainqueur de la Coupe d'Ouganda 2024-2025                          | Vipers SC             |
| Qualifications continentales                                       |                       |
| Ligue des champions de la CAF 2025-2026                            | Vipers SC             |
| Coupe de la confédération 2025-2026                                | NEC FC                |
| Promotions et relégations                                          |                       |
| Promus en Championnat d'Ouganda de football                        | Calvary FC            |
| Promus en Championnat d'Ouganda de football                        | Gaddafi Modern FC     |
| Promus en Championnat d'Ouganda de football                        | Buhimba Saints United |
| Relégués en Championnat d'Ouganda de football de deuxième division | Bright Stars FC       |
| Relégués en Championnat d'Ouganda de football de deuxième division | Wakiso Giants FC      |
| Relégués en Championnat d'Ouganda de football de deuxième division | Mbale Heroes FC       |